# Silvermyrfågel
Silvermyrfågel (Sclateria naevia) är en fågel i familjen myrfåglar inom ordningen tättingar.

## Utbredning och systematik
Fågeln placeras som enda art i släktet Sclateria. Den delas in i fyra underarter:
- S. n. naevia – förekommer i östra Venezuelas anslutning till Guyana, i nordöstra Amazonområdet (Brasilien) och på Trinidad
- S. n. diaphora – förekommer i södra centrala Venezuela (lägre delen av Rio Cauras dräneringsområde i nordvästra Bolívar)
- S. n. toddi – förekommer i södra och centrala Amazonområdet (Brasilien, från lägre Rio Madeira till Rio Tocantins)
- S. n. argentata – förekommer från sydöstra Colombia till norra Bolivia, sydvästra Venezuela och västra Amazonområdet (Brasilien)

## Status
Arten har ett stort utbredningsområde och beståndet anses stabilt. Internationella naturvårdsunionen IUCN listar den därför som livskraftig (LC).

## Namn
Fågelns vetenskapliga släktesnamn hedrar Philip Lutley Sclater (1829–1913), engelsk ornitolog och samlare av specimen.